# Scathophaga mellipes
Scathophaga mellipes är en tvåvingeart som beskrevs av Daniel William Coquillett 1898. Scathophaga mellipes ingår i släktet Scathophaga och familjen kolvflugor. Inga underarter finns listade i Catalogue of Life.